# Johannes Dickbauer
Johannes Dickbauer (* 1984) ist ein österreichischer Geiger und Komponist, der sowohl im Jazz als auch in der Klassik tätig ist.

## Wirken
Dickbauer studierte Violine bei Benjamin Schmid am Mozarteum Salzburg und bei Gerhard Schulz an der Universität Wien; er absolvierte sein Bachelorstudium am Curtis Institute of Music in Philadelphia bei Pamela Frank.  Er hat an Meisterkursen mit Dave Douglas, dem Guarneri String Quartet, Uri Caine, Shmuel Ashkenasi und Claude Frank teilgenommen.
Als Solist trat er mit dem Oö. Jugendsymphonie-Orchester, dem Wiener Konservatoriums-Orchester und dem Wiener Kammerorchester auf. Er war Geiger im Vertigo String Quartet. Seit November 2006 gehörte er zudem zum Radio.string.quartet.vienna, mit welchem er bis zu seinem Ausstieg 2010 vier Alben vorlegte. Seit 2011 ist er Mitglied der Neuen Wiener Concert Schrammeln, mit denen er an Theater- und Konzertproduktionen und CDs beteiligt war.
Aus seinem Duo mit dem Pianisten Roman Rabinovich entwickelte sich das Werk Red Blanket. Im Duo Cardboard Heroes spielte Dickbauer mit dem Bassisten Manuel Mayer. 2011 hat er im Trio mit dem Saxophonisten Klaus Dickbauer und Johannes Berauer am Klavier am Festival 4020 für Neue Musik in Linz mitgewirkt, wo sie ihr gemeinsam komponiertes Programm Is This Really Riley uraufführten.
Überdies arbeitet er in der 2012 neu gegründeten Band Dickbauer Collective wiederum mit seinem Onkel Klaus Dickbauer und mit seinem Bruder Stephan Dickbauer zusammen; 2014 wurde ihr Album Mosquito Warrior in Quintettbesetzung veröffentlicht, dem The Very Last Universe (2017) in erweiterter Besetzung folgte. Im Quartett mit Helmut Thomas Stippich, Peter Havlicek und Maria Stippich nahm er 2016 das Album Vienna Folk auf. Mit Florian Willeitner, Matthias Bartolomey und Georg Breinschmid entstand das Album Strings & Bass mit Eigenkompositionen. Im Quartett mit dem Pianisten Sebastian Schneider, dem Bassisten Andreas Waelti und dem Schlagzeuger András Dés veröffentlichte er 2022 das Album Isn't Dinner Lovely Tonight? mit Eigenkompositionen.
Johannes Berauer holte ihn als Interpreten für seine Vienna Chamber Diaries (2013/2018). Er ist auch auf Alben von Hadu Brand und Christoph Pepe Auer zu hören.

## Preise und Auszeichnungen
Dickbauer ist Erster Preisträger bei den Wettbewerben „Prima la musica“ in Innsbruck und Feldkirch sowie beim „Stefanie Hohl Wettbewerb“ in Wien. 2004 gab er ein Konzert im Wiener Konzerthaus als Gewinner des Wettbewerbes „Musica Juventutis“. 2007 erreichte er beim internationalen Violin-Wettbewerb in Sion, Schweiz den 5. Preis, bei dem er auch Gewinner des Publikumspreises wurde. Mit dem Radio String Quartet erhielt er für das Album Celebrating the Mahavishnu Orchestra den Preis der deutschen Schallplattenkritik sowie den Pasticcio-Preis von Ö1.